# Thomas Edmund Molloy
Thomas Edmund Molloy (* 4. September 1884 in Nashua, New Hampshire; † 26. November 1956 in Brooklyn) war ein US-amerikanischer Geistlicher und römisch-katholischer Bischof von Brooklyn.

## Leben
Thomas Edmund Molloy besuchte das Saint Anselm College in Goffstown und das St. Francis College in Brooklyn. Ab 1904 studierte er Philosophie und Katholische Theologie zunächst am St. John’s Seminary in Brooklyn und später als Alumne des Päpstlichen Nordamerika-Kollegs am Päpstlichen Athenaeum De Propaganda Fide in Rom. Molloy empfing am 19. September 1908 durch den Kardinalvikar des Bistums Rom, Pietro Respighi, das Sakrament der Priesterweihe für das Bistum Brooklyn. Nach der Rückkehr in seine Heimat wurde Thomas Edmund Molloy Kurat an der Queen of All Saints Church in Brooklyn. Später war er als persönlicher Sekretär des Weihbischofs in Brooklyn, George Mundelein, tätig. Ab 1915 war Molloy Spiritual und Professor für Philosophie am St. Joseph’s College for Women in Brooklyn.
Am 28. Juni 1920 ernannte ihn Papst Benedikt XV. zum Titularbischof von Lorea und zum Weihbischof in Brooklyn. Der Bischof von Brooklyn, Charles Edward McDonnell, spendete ihm am 3. Oktober desselben Jahres die Bischofsweihe; Mitkonsekratoren waren der Bischof von Albany, Edmund Francis Gibbons, und der Bischof von Trenton, Thomas Joseph Walsh. Benedikt XV. ernannte ihn am 21. November 1921 zum Bischof von Brooklyn. Die Amtseinführung erfolgte am 15. Februar 1922. Am 7. April 1951 verlieh ihm Papst Pius XII. den persönlichen Titel eines Erzbischofs.
Die Archbishop Molloy High School in Queens und das Molloy Catholic College for Women in Rockville Centre sind nach Thomas Edmund Molloy benannt.